# Sesban
Sesban là một chi thực vật có hoa trong họ Đậu.